# Newcastle Challenger 1993
Il Newcastle Challenger 1993 è stato un torneo di tennis facente parte della categoria ATP Challenger Series nell'ambito dell'ATP Challenger Series 1993. Il torneo si è giocato a Newcastle in Gran Bretagna dal 12 al 18 luglio 1993 su campi in cemento.

## Vincitori

### Singolare
Javier Sánchez ha battuto in finale  Jonas Björkman con il punteggio di 6–3, 4–6, 6–4

### Doppio
Jonas Björkman /  Peter Nyborg hanno battuto in finale  Juan Ignacio Carrasco /  Javier Sánchez con il punteggio di 6–4, 6–4